# Lijst van voetbalinterlands Faeröer - Luxemburg
Deze lijst van voetbalinterlands is een overzicht van alle officiële voetbalwedstrijden tussen de nationale teams van Faeröer en Luxemburg. De landen speelden tot op heden zes keer tegen elkaar. De eerste ontmoeting, een kwalificatiewedstrijd voor het Wereldkampioenschap voetbal 2002, werd gespeeld in Luxemburg op 24 maart 2001. Het laatste duel, een groepswedstrijd tijdens de UEFA Nations League 2022/23, vond plaats op 14 juni 2022 in de Luxemburgse hoofdstad.

## Wedstrijden
| № | Plaats               | Datum            | Competitie                  | Wedstrijd           | Uitslag |
| - | -------------------- | ---------------- | --------------------------- | ------------------- | ------- |
| 1 | Luxemburg            | 24 maart 2001    | WK 2002 kwalificatie        | Luxemburg – Faeröer | 0 – 2   |
| 2 | Toftir               | 1 september 2001 | WK 2002 kwalificatie        | Faeröer – Luxemburg | 1 – 0   |
| 3 | Jerez de la Frontera | 24 februari 2004 | Vriendschappelijk           | Luxemburg – Faeröer | 2 – 4   |
| 4 | Hesperange           | 4 juni 2010      | Vriendschappelijk           | Luxemburg – Faeröer | 0 – 0   |
| 5 | Tórshavn             | 7 juni 2022      | UEFA Nations League 2022/23 | Faeröer − Luxemburg | 0 – 1   |
| 6 | Luxemburg            | 14 juni 2022     | UEFA Nations League 2022/23 | Luxemburg − Faeröer | 2 − 2   |

## Samenvatting
| Competitie          | Totaal gespeeld | Winst Faeröer | Gelijk | Winst Luxemburg | Doelsaldo Faeröer – Luxemburg |
| ------------------- | --------------- | ------------- | ------ | --------------- | ----------------------------- |
| WK-kwalificatie     | 2               | 2             | 0      | 0               | 3 − 0                         |
| UEFA Nations League | 2               | 0             | 1      | 1               | 2 − 3                         |
| Vriendschappelijk   | 2               | 1             | 1      | 0               | 4 − 2                         |
| Totaal              | 6               | 3             | 2      | 1               | 9 − 5                         |

Wedstrijden bepaald door strafschoppen worden, in lijn met de FIFA, als een gelijkspel gerekend.

## Details

### Eerste ontmoeting
| WK 2002 kwalificatie (Luxemburg, Luxemburg, 24 maart 2001): |       |                                               |
| Luxemburg                                                   | 0 – 2 | Faeröer                                       |
|                                                             | goals | 78' Christian Høgni Jacobsen 82' Kurt Mørkøre |

### Tweede ontmoeting
| WK 2002 kwalificatie (Toftir, Faeröer, 1 september 2001): |       |           |
| Faeröer                                                   | 1 – 0 | Luxemburg |
| Jens Kristian Hansen 84'                                  | goals |           |

### Derde ontmoeting
| Vriendschappelijk (Jerez de la Frontera, Spanje, 24 februari 2004): |       |                                                                        |
| Luxemburg                                                           | 2 – 4 | Faeröer                                                                |
| 35' René Peters 80' Daniel Huss                                     | goals | 46' John Petersen 52' John Petersen 74' Súni Olsen 90' Julian Johnsson |

### Vierde ontmoeting
| Vriendschappelijk (Hesperange, Luxemburg, 4 juni 2010): |              | |
| Luxemburg | 0 – 0        | Faeröer |
| | goals        | |
| Guy Hellers | bondscoach   | Brian Kerr |
| Jonathan Joubert Tom Schnell Kevin Malget Jeff Strasser Kim Kintziger Daniel da Mota 71' Guy Blaise 59' René Peters Ben Payal Mario Mutsch Joël Kitenge 77' | opstellingen | Gunnar Nielsen Einar Hansen Jóhan Davidsen Atli Gregersen Fróði Benjaminsen Súni Olsen 70' Rógvi Poulsen Símun Samuelsen 81' Christian Mouritsen 80' Christian Holst Jónas Þór Næs |
| Eric Hoffmann 59' Dan Collette 71' Amel Cosic 77' | wissels      | 70' Bogi Løkin 80' Christian Høgni Jacobsen 81' Jóan Símun Edmundsson |
| | gele kaarten | 56' Símun Samuelsen |
| - Debuut van Kevin Malget (Alemannia Aachen) en Amel Cosic (FC Wiltz 71) voor Luxemburg.                                                                    |              | |

FSF · A-internationals · Statistieken · Bondscoaches · Faeröers vrouwenelftal · Faeröer U21 · Faeröer U20 · Faeröer U19 · Faeröer U18 · Faeröer U17 · Faeröer U16
1980 – 1989 ·
1990 – 1999 ·
2000 – 2009 ·
2010 – 2019 ·
2020 – 2029
1988 · 
1989 · 
1990 ·
1991 · 
1992 · 
1993 · 
1994 · 
1995 · 
1996 · 
1997 · 
1998 · 
1999 · 
2000 · 
2001 · 
2002 · 
2003 · 
2004 · 
2005 · 
2006 · 
2007 · 
2008 · 
2009 · 
2010 · 
2011 · 
2012 · 
2013 · 
2014 · 
2015 · 
2016 ·
2017 ·
2018 ·
2019 ·
2020 ·
2021 ·
2022 ·
2023 ·
2024
Albanië ·
Andorra ·
Armenië ·
Azerbeidzjan ·
België ·
Bosnië en Herzegovina ·
Canada ·
Cyprus ·
Denemarken ·
Duitsland ·
Estland ·
Finland ·
Frankrijk ·
Georgië ·
Gibraltar ·
Griekenland ·
Hongarije ·
Ierland ·
IJsland ·
Israël ·
Italië ·
Joegoslavië ·
Kazachstan ·
Kosovo ·
Letland · 
Liechtenstein ·
Litouwen ·
Luxemburg ·
Malta ·
Moldavië ·
Nederland ·
Noord-Ierland ·
Noord-Macedonië ·
Noorwegen ·
Oekraïne ·
Oostenrijk ·
Polen ·
Portugal ·
Roemenië ·
Rusland ·
San Marino ·
Schotland ·
Servië ·
Servië en Montenegro · 
Slovenië ·
Slowakije ·
Spanje ·
Thailand ·
Tsjechië ·
Tsjecho-Slowakije ·
Turkije ·
Wales ·
Zweden ·
Zwitserland
FLF · A-internationals · Bondscoaches · Statistieken · Luxemburgs vrouwenelftal · Luxemburg U21 · Luxemburg U19 · Luxemburg U18 · Luxemburg U17 · Luxemburg U16
1911 – 1919 ·
1920 – 1929 ·
1930 – 1939 ·
1940 – 1949 ·
1950 – 1959 ·
1960 – 1969 ·
1970 – 1979 ·
1980 – 1989 ·
1990 – 1999 ·
2000 – 2009 ·
2010 – 2019 ·
2020 − 2029
OS 1920 · 
OS 1924 · 
OS 1928 · 
OS 1936 · 
OS 1948 · 
OS 1952
1911 · 
1912 · 
1913 · 
1914 · 
1915 · 1916 · 1917 · 1918 · 1919 · 
1920 · 
1921 · 1922 · 1923 · 
1924 · 
1925 · 1926 · 
1927 · 
1928 · 
1929 · 1930 · 1931 · 1932 · 1933 · 
1934 · 
1935 · 
1936 · 
1937 · 
1938 · 
1939 · 
1940 · 
1941 · 1942 · 1943 · 1944 · 
1945 · 
1946 · 
1947 · 
1948 · 
1949 · 
1950 · 
1952 · 
1952 · 
1953 · 
1954 · 
1955 · 
1956 · 
1957 · 
1958 · 
1959 · 
1960 · 
1961 · 
1962 · 
1963 · 
1964 · 
1965 · 
1966 · 
1967 · 
1968 · 
1969 · 
1970 · 
1971 · 
1972 · 
1973 · 
1974 · 
1975 · 
1976 · 
1977 · 
1978 · 
1979 · 
1980 · 
1981 · 
1982 · 
1983 · 
1984 · 
1985 · 
1986 · 
1987 · 
1988 · 
1989 · 
1990 · 
1991 · 
1992 · 
1993 · 
1994 · 
1995 · 
1996 · 
1997 · 
1998 · 
1999 · 
2000 · 
2001 · 
2002 · 
2003 · 
2004 · 
2005 · 
2006 · 
2007 · 
2008 · 
2009 · 
2010 · 
2011 · 
2012 · 
2013 · 
2014 · 
2015 ·
2016 ·
2017 ·
2018 ·
2019 ·
2020 ·
2021
Afghanistan ·
Albanië ·
Algerije ·
Armenië ·
Azerbeidzjan ·
België ·
Bosnië en Herzegovina ·
Brazilië ·
Bulgarije ·
Canada ·
Cyprus ·
DDR ·
Denemarken ·
(West-)Duitsland ·
Egypte ·
Engeland ·
Estland ·
Faeröer ·
Finland ·
Frankrijk ·
Gambia ·
Georgië ·
Griekenland ·
Hongarije ·
Ierland ·
IJsland ·
Israël ·
Italië ·
Japan ·
Joegoslavië ·
Kaapverdië ·
Kameroen ·
Kazachstan ·
Letland ·
Liechtenstein ·
Litouwen ·
Madagaskar ·
Malta ·
Marokko ·
Mexico ·
Moldavië ·
Montenegro ·
Myanmar ·
Nederland ·
Nigeria ·
Noord-Ierland ·
Noord-Macedonië ·
Noorwegen ·
Oekraïne ·
Oostenrijk ·
Polen ·
Portugal ·
Qatar ·
Roemenië ·
Rusland ·
San Marino ·
Saoedi-Arabië ·
Schotland ·
Senegal ·
Servië ·
Servië en Montenegro ·
Slovenië ·
Slowakije ·
Sovjet-Unie ·
Spanje ·
Thailand ·
Togo ·
Tsjechië ·
Tsjecho-Slowakije ·
Turkije ·
Uruguay ·
Verenigde Staten ·
Wales ·
Wit-Rusland ·
Zuid-Korea ·
Zweden ·
Zwitserland